# Christina Angel
Pour les articles homonymes, voir Angel.
Christina Angel est une actrice pornographique américaine, née à Dayton dans l'Ohio (États-Unis), le 1er août 1971.

## Biographie
Christina Angel est née de parents mormons. Son père travaillait dans l'armée de l'air américaine, ce qui le conduisait à changer fréquemment de domicile. Christina Angel a commencé à danser dans des clubs à l'âge de 16 ans, puis, en 1992, à poser pour des magazines. Elle a commencé à tourner dans des films pornographiques en 1993, année durant laquelle elle s'est installée à Hollywood, Californie. Elle est apparue dans plus de 100 films au cours de sa carrière qui s'est prolongée jusqu'en 2002. L'un des principaux films dans lequel elle a joué est Dog Walker, qui a remporté 5 AVN Awards en 1995 et pour lequel elle a personnellement reçu l'AVN Award de la meilleure allumeuse (Best Tease Performance).
Christina Angel joue du piano depuis l'âge de cinq ans, et est diplômée du Musical Institute of Technology d'Hollywood. Elle a travaillé comme DJ pour KIOZ FM à San Diego, Californie, et pour la radio sur Internet, Pure Rock KNAC. Elle a fait une apparition dans l'émission d'Howard Stern sur la chaine câblée E!, le 1er août 1996.

## Récompenses
- 1995 : AVN Award Meilleure allumeuse (Best Tease Performance) pour Dog Walker
- 1995 : AVN Award Meilleure scène de sexe en couple - Film (Best Couples Sex Scene - Film) pour Dog Walker (avec Steven St. Croix)

## Filmographie succincte
- 1993 : Dog Walker
- 1994 : Back To Anal Alley
- 1995 : The Violation of Kia
- 1996 : Finger Pleasures 4
- 1997 : Bodies In Motion
- 1998 : Bad Girls Spanked
- 1999 : Doc's Best Pops 1
- 2000 : Signature Series 1: Asia Carrera
- 2001 : Voyeur's Favorite Blowjobs and Anals 5
- 2002 : Ass Angels 3
- 2003 : Monster Facials 2
- 2004 : Bad Ass Blondes 3
- 2005 : Double Feature 2